# U Pohránovského rybníka
Přírodní památka U Pohránovského rybníka byla vyhlášena v roce 2015 na rozloze 64,97 hektarů za účelem ochrany populace vzácných a ohrožených xylofágních druhů brouků, tzn. brouků živících se výhradně dřevem, a jejich biotopů. Dalšími předměty ochrany jsou populace zvláště chráněných druhů živočichů vázaných na mokřadní společenstva, zachovalejší lesní společenstva (zejména acidofilní doubravy a mokřadní olšiny) a mokřadní ekosystémy. Totožnou plochu zabírá stejnojmenná evropsky významná lokalita, která byla vyhlášena za účelem ochrany lokality silně ohroženého lesáka rumělkového (Cucujus cinnaberinus). Chráněné území se nachází v Pardubickém kraji poblíž obcí Pardubice a Srch. Chráněny jsou pouze lesní porosty a mokřady obklopující Pohránovský rybník, vlastní rybník součástí PP není. Východní okraj chráněného území lemuje železniční trať Pardubice – Jaroměř – Liberec a silnice pro motorová vozidla I/37. Oblast spravuje Krajský úřad Pardubického kraje.